# Coroa da Rainha-Mãe

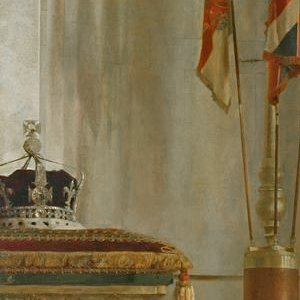
Coroa da Rainha Mãe no Retrato oficial da Coroação de Jorge VI.

A Coroa da Rainha Elizabeth, a Rainha Mãe, também conhecida como Coroa da Rainha Mãe, é a coroa feita para a Rainha Elizabeth, a esposa do Rei Jorge VI, para usar em sua coroação em 1937 e Aberturas Estaduais do Parlamento  durante o reinado de seu marido. A coroa foi feita pela Garrard & Co., a Joalheria da Coroa na época, e é modelada em parte no projeto da Coroa da Rainha Maria, embora difira por ter quatro meias arcos ao invés de oito. Assim como na Coroa da Rainha Maria, seus arcos são destacáveis na cruz pattée, permitindo que ela seja usada como uma argola ou coroa aberta. É a única coroa para um rei ou rainha britânica ser feita de platina.
A coroa é decorada com cerca de 2.800 diamantes, mais notavelmente o Koh-i-Noor de 105 quilates no meio da cruz da frente, que foi adquirido pela Companhia das Índias Orientais após as Guerras Anglo-Sikhs e apresentado à Rainha Vitória em 1851 , e um diamante turco de 17 quilates (3,4 g) dado a ela em 1856 por Abdülmecid I, sultão do Império Otomano , como um gesto de agradecimento pelo apoio britânico na Guerra da Crimeia. O Koh-i-Noor tornou-se parte das Jóias da Coroa quando foi deixado para a Coroa após a morte de Vitória em 1901. Ele foi sucessivamente montado nas coroas da Rainha Alexandra e da Rainha Maria antes de ser transferido para a Coroa da Rainha Mãe.
Após a morte do rei, a rainha Elizabeth, conhecida posteriormente como a rainha-mãe, não usou a coroa completa, mas usou-a menos os arcos como coroação na coroação de sua filha, a rainha Elizabeth II, em 1953.
Foi colocado em cima do caixão da Rainha Mãe para o seu funeral em 2002.
A coroa está em exibição pública junto com as outras Jóias da Coroa na Jewel House na Torre de Londres.

## Polêmica
O Koh-I-Noor já foi o diamante mais famoso do mundo, vale cerca de 100 milhões de libras e atualmente se encontra em posse das Joias da Coroa Britânica.
Em 2015 o governo Indiano declarou de que o diamante Koh-I-Noor que está presente na Coroa da Rainha Mãe era de propriedade histórica e cultural roubada da índia pelo governo britânico. De acordo com o ministério da cultura da India, "O governo da Índia reitera sua determinação em fazer todos os esforços possíveis para trazer de volta o diamante Koh-i-noor de uma maneira amigável".
Estrelas de Bollywood e empresários uniram-se para instruir os advogados a iniciar um processo judicial no Supremo Tribunal de Londres para devolver o diamante Koh-i-Noor. O diamante estava na coroa usada pela rainha-mãe na coroação de seu marido, o rei Jorge VI, em 1937, e novamente na coroação da rainha Elizabeth, em 1953. O grupo, que se chamou de "Mountain of Light" após a tradução do nome da pedra, diz que o diamante de 105 quilates foi roubado de sua verdadeira casa na Índia e estava exigindo que o governo do Reino Unido devia devolve-lo. 
O historiador Andrew Roberts disse ao Mail on Sunday: “Os envolvidos neste caso ridículo devem reconhecer que as Jóias da Coroa Britânica são precisamente o lugar certo para o diamante Koh-i-Noor residir, em agradecido reconhecimento por mais de três séculos de envolvimento britânico. Índia, que levou à modernização, desenvolvimento, proteção, avanço agrário, unificação linguística e, finalmente, a democratização do sub-continente”.
Em 2017 o Tribunal de Londres declarou que o diamante deve ficar em posse da coroa, já que foi dado a rainha Vitória como um presente do Império Indiano.